# Pompeo Aloisi
Barone Pompeo Aloisi (Roma, 6 novembre 1875 – Roma, 15 gennaio 1949) è stato un ammiraglio, agente segreto, diplomatico e nobile italiano.

## Biografia
Nato a Roma il 6 novembre 1875 da Paolo e Irène, nata contessa de Belloy, Pompeo Aloisi appartiene ad una delle antiche famiglie che gravitano attorno alla Curia Romana. Se i fratelli maggiori raggiungono l'esercito, Pompeo invece si destina in un primo tempo alla marina ed è come addetto navale all'ambasciata di Parigi che farà il suo ingresso nel mondo diplomatico, ove svolgerà una carriera delle più brillanti per oltre trent'anni.

### Entrata in diplomazia
Nel 1899, egli sposa Maria Federiga de Larderel, discendente di François Jacques de Larderel e cognata del principe Piero Ginori Conti, oramai a capo dell'azienda di famiglia. Dopo essere uscito primo al concorso di diplomazia, nel 1902, viene mandato di nuovo a Parigi, dove nasce nel 1907, al N° 28 dell'avenue du Trocadéro, l'unico figlio, Folco, destinato in futuro a seguire le orme del padre (diventerà una tradizione di famiglia, avverata tutt'oggi nella persona di Francesco Aloisi de Larderel, un tempo ambasciatore d'Italia in Egitto). Promosso capo dei servizi segreti della marina durante la Prima Guerra mondiale, Pompeo Aloisi si distinguerà nell'occasione del famoso colpo di Zurigo, quando forzando la cassaforte del servizio informazioni della marina austriaca s'impossessò dei dati completi sulla rete spionistica in Italia, compiendo così un atto che, secondo l'ammiraglio Thaon di Revel, comandante in capo della flotta italiana, "valeva più di una battaglia".
Dopo essersi guadagnato il titolo di barone il 15 agosto 1919 per servizi resi alla patria, l'Aloisi torna ad una carriera diplomatica di alto livello che culmina nel 1932, quando viene chiamato da Benito Mussolini, che aveva assunto a titolo momentaneo il ministero degli Esteri, come suo capo di gabinetto. Nel frattempo, rappresenta l'Italia nelle varie conferenze della S.d.N. ed è all'origine del potenziamento dell'attività della S.V.E.A. e dell'A.I.P.A.. Inviato successivamente quale ministro plenipotenziario a Copenaghen, Bucarest e Tokyo, occupa l'ultimo mandato ad Ankara, prima di sostituire Dino Grandi a palazzo Chigi.

### Al ministero degli Esteri
Dal 1932 al 1936, il barone Aloisi partecipa allo sviluppo dell'amicizia italo-tedesca ed all'estensione dell'impero italiano attraverso le varie conferenze internazionali sull'Etiopia e la Saar, che porteranno ineluttabilmente l'Italia alla rottura con Francia e Inghilterra, nonostante la spontanea simpatia nutrita dal barone (per metà francese e sposato con una discendente di Francesi) nei confronti di entrambi questi paesi, così, del resto come tutti i diplomatici della vecchia scuola. Di conseguenza, egli viene sostituito il 9 giugno 1936 da Galeazzo Ciano al ministero degli Esteri. Viene nominato senatore nel 1939 e non rivestirà più alcun incarico pubblico se non quello di comandante di un settore della difesa costiera durante la Seconda Guerra mondiale. Assolto da ogni accusa di collaborazionismo durante i giudizi di epurazione, egli pubblicherà una breve memoria, Mon activité au service de la paix (Roma, 1946), nonché il suo diario (post mortem), fondando inoltre il Centro italiano di studi per la riconciliazione internazionale. Morirà a Roma il 15 gennaio 1949.
Pur non negandone l'implicazione profonda nel regime fascista, occorre sottolineare l'importanza e la qualità dell'attività diplomatica di Pompeo Aloisi: uomo asciutto e privo di retorica, riuscì con il suo tatto ed il suo fascino personale ad avviare l'Italia verso una posizione internazionale, facendone, anche se col sacrificio dell'amicizia con l'Inghilterra e la Francia, una vera potenza almeno fino al 1940.

## Gli Aloisi e l'arte
Entrambi i coniugi Aloisi furono amanti delle arti. Oltre a dipingere acquerelli, marine essenzialmente, durante la sua permanenza a Tokio il barone scrisse un'Ars Nipponica (1929) mentre si faceva costruire da Armando Brasini, sulla via Cassia Antica, una villa ricca di opere d'arte di gusto francese ma anche barocco romano. La moglie, scultrice di talento, fu anch'essa autrice, tra altre opere, di un libretto di cinque racconti dedicati al padre, Maremma toscana (1912), scritti con una freschezza sorprendente da parte di una giovane e ricca nobildonna fiorentina dei primi del Novecento. Le storie si articolano intorno al paesino di Larderello, fondato dal bisnonno nel 1818.

### Opere su Aloisi
- Corrado Pasquali; 1914-1918 L'armata silente. Bolzano, Società Storica della Grande Guerra, 2004. Vedi pp. 31–36.
- Tullio Poian; Il colpo di Zurigo. Clamoroso successo dello spionaggio irredentista nella prima guerra mondiale. Chiari,  Nordpress, 2003. ISBN 978-88-88657-20-2 N.B.: Romanzo storico, Aloisi viene erroneamente chiamato Luisi.
- Franco Scalzo, Due navi, il re, il papa e i fratelli Rosselli. Roma, Edizioni Settimo Sigillo, 2004.

### Opere proprie
- Pompeo Aloisi; Ars Nipponica: saggi raccolti in occasione della Mostra Okura d'arte giapponese. Tokio, 1929.
- Pompeo Aloisi; Presupposti e fattori dei successi giapponesi.  (est. da Rassegna di cultura militare e rivista di fanteria, a. 9, n. 2, febbraio 1943) Roma, Tipografia regionale, 1943.
- Pompeo Aloisi; La mia attività a servizio della pace. Roma, Tip. del Senato, 1946.